# Diakonie Katastrophenhilfe

Das Logo der Diakonie Katastrophenhilfe

Die Diakonie Katastrophenhilfe ist das humanitäre Hilfswerk der Evangelischen Kirchen in Deutschland. Seit 1954 unterstützt die Organisation mit Sitz in Berlin Menschen, die Opfer von Naturkatastrophen, Krieg und Vertreibung geworden sind und diese Notlage nicht aus eigener Kraft bewältigen können. Die Organisation orientiert sich am christlichen Menschenbild und leistet humanitäre Nothilfe, nach eigenen Angaben „unabhängig von Religion, Hautfarbe und Nationalität“. Die Hilfsorganisation ist mit ihrer Schwesterorganisation Brot für die Welt Teil des Evangelischen Werks für Diakonie und Entwicklung e. V. in Berlin.
Die Organisation unterstützt jedes Jahr rund 200 Hilfsprojekte weltweit. Dabei arbeitet sie eng mit kirchlichen und säkularen Partnern zusammen.
Die Arbeit richtet sich streng nach dem Verhaltenskodex der humanitären Hilfe: Die Achtung der Menschenwürde ist oberstes Gebot, die Arbeit mit den Betroffenen ist partnerschaftlich und fördert Eigenständigkeit und Versöhnung. Dabei achtet die Diakonie Katastrophenhilfe auf strikte Neutralität und Unabhängigkeit.

## Arbeitsschwerpunkte

### Nothilfe
Sowohl bei Naturkatastrophen als auch bei bewaffneten Konflikten sichert die Diakonie Katastrophenhilfe das Überleben der Menschen vor Ort. Hilfsgüter wie Trinkwasser, Nahrung, Medikamente, Decken und Zelte werden in der Regel auf lokalen Märkten gekauft, um die einheimische Wirtschaft zu stärken und durch kurze Transportwege Kosten zu sparen. Außerdem bietet die Diakonie Katastrophenhilfe psychologische Unterstützung an, besonders für Kinder und Opfer sexueller Gewalt.

### Wiederaufbau
Die Diakonie Katastrophenhilfe unterstützt die Betroffenen von Katastrophen dabei, ihr Leben wieder in die Hand zu nehmen, tragfähige Lebensbedingungen herzustellen und Zukunftsperspektiven zu schaffen. Sie verteilt außerdem Saatgut und Werkzeug für einen Neuanfang und sie organisiert Schulungen im Bereich Landwirtschaft und für andere Berufe. Ziel ist es, dass die Menschen wieder selbst für ihren Lebensunterhalt sorgen können.

### Katastrophenvorsorge
Durch den Klimawandel haben Naturkatastrophen in den vergangenen Jahren zugenommen. Die Diakonie Katastrophenhilfe setzt sich dafür ein, die Auswirkungen zukünftiger Katastrophen abzuschwächen und die Menschen besser auf den Notfall vorzubereiten. Gemeinsam mit ihren lokalen Partnern macht sie Häuser erdbeben- und sturmsicher, errichtet Schutzbauten, forstet Küstenregionen auf, verteilt salztolerantes Saatgut und verbessert die Bewässerungssysteme. Außerdem entwickelt die Hilfsorganisation gemeinsam mit den Gemeinden Frühwarnsysteme und Notfallpläne.

## Geschichte
Die Vorläuferorganisation, das kurz nach dem Zweiten Weltkrieg gegründete Hilfswerk der Evangelischen Kirchen in Deutschland, arbeitete zunächst vor allem in Deutschland und half bei der Verteilung der internationalen Hilfe für die Millionen Flüchtlinge und Obdachlosen. Als sich die Situation in Deutschland zu Beginn der 1950er Jahre spürbar besserte, konnte das Hilfswerk auch internationale Hilfe leisten.
Mit der Gründung der Ökumenischen Diakonie als Abteilung des Hilfswerks wurde die Aufgabe einer Katastrophenhilfe für das Ausland 1954 erstmals institutionalisiert – die Geburtsstunde der Diakonie Katastrophenhilfe. Bereits zwei Jahre später, als der niedergeschlagene Aufstand in Ungarn eine große Flüchtlingsbewegung auslöste, erreichten die Spenden Millionenhöhe. Danach entwickelte sich die Not- und Katastrophenhilfe zu einem festen Bestandteil des Diakonischen Werks, das 1957 aus Hilfswerk und Innerer Mission hervorging. Die Aktionen wurden unter der Leitung von Ludwig Geißel koordiniert.
Die Diakonie Katastrophenhilfe engagiert sich bei Naturkatastrophen wie der Oderflut in Ostdeutschland, dem Tsunami in Südostasien oder dem Erdbeben in Haiti ebenso wie bei politischen Konflikten. So half sie beispielsweise in den 1960er Jahren trotz massiver politischer Kritik sowohl in Nord- als auch in Südvietnam. Im Irak und in Afghanistan führte sie in den vergangenen Jahren ebenfalls umfangreiche Hilfsprogramme durch.
Gleichzeitig engagiert sich die Diakonie Katastrophenhilfe auch bei sogenannten vergessenen Katastrophen. Damit werden humanitäre Notsituationen bezeichnet, die aus schweren Konflikten und Krisen erwachsen, die seit Jahren abseits des Medien-Interesses weitergehen. Beispiele dafür findet man in Kolumbien, der Demokratischen Republik Kongo, Somalia, dem Tschad oder im Sudan.
Die Diakonie Katastrophenhilfe ist seit 2018 neben weiteren NGOs institutioneller Träger der deutschen Denkfabrik für humanitäre Hilfe, Centre for Humanitarian Action.

## Finanzierung
Die wichtigsten Einnahmequellen im Jahr 2019 waren
- Spenden (48,8 %)
- öffentliche Mittel (33,3 %) etwa vom Bundesministerium für wirtschaftliche Zusammenarbeit und Entwicklung, vom Auswärtigen Amt und vom Amt für humanitäre Hilfe der Europäischen Kommission
- Beiträge Dritter (6,5 %), etwa durch Projektkooperationen mit Brot für die Welt, Deutscher Caritasverband, ACT Alliance oder Diakonie Österreich
- der Katastrophenfonds von Brot für die Welt (5,5 %) und
- sonstige Quellen (4,1 %)[7]

Die Einnahmen betrugen 2019 rund 49 Millionen Euro.
Der größte Teil der Mittel im Jahr 2019 floss in die Projektarbeit (91,6 %), vor allem in Entwicklungsländern. Dazu gehören Projektausgaben (86,3 %), Projektbegleitung (3,1 %) und satzungsgemäße Öffentlichkeitsarbeit, um „öffentliche Aufmerksamkeit für die Anliegen der humanitären Hilfe zu schaffen“ (2,2 %). Weitere Mittel flossen in Werbung (4,4 %) und Verwaltung (4,0 %). Damit ist der Anteil für Werbe- und Verwaltungskosten laut DZI niedrig.

## Mitgliedschaften, Kooperationen
Die evangelische Hilfsorganisation arbeitet eng mit der katholischen Hilfsorganisation Caritas International zusammen und ist aktiv im Fachbereich Humanitäre Hilfe von VENRO. Durch die Mitgliedschaft im weltweiten kirchlichen Hilfsnetzwerk ACT Alliance (Action by Churches together) kann die Diakonie Katastrophenhilfe auch in Ländern helfen, in denen sie keine eigenen Partnerorganisationen hat.

## Leitung
- Dagmar Pruin, Präsidentin
- Martin Keßler, Leiter

Der Vorstand ist identisch mit dem Vorstand des Evangelischen Werks für Diakonie und Entwicklung e. V.:
- Dagmar Pruin, Vorsitzende
- Ulrich Lilie
- Jörg A. Kruttschnitt
- Maria Loheide[10]

## Publikationen
Der Verein informiert regelmäßig über seine Arbeit, unter anderem mit folgenden Publikationen:
- Jahresbericht[7]
- Der Ferne Nächste (aktuelle Berichte aus den Ländern Afrikas, Asiens und Lateinamerikas)
- Fachpublikationen
- Newsletter (E-Mail)